# Boscia longifolia
Boscia longifolia är en kaprisväxtart som beskrevs av Hadj Moust. Boscia longifolia ingår i släktet Boscia och familjen kaprisväxter. Inga underarter finns listade i Catalogue of Life.